# Palmyra (Missouri)
Palmyra település az Amerikai Egyesült Államok Missouri államában, Marion megyében, melynek megyeszékhelye is. Lakosainak száma 3613 fő (2020. április 1.).

## Népesség
A település népességének változása:

| 2010 | 3 595 |
| 2020 | 3 613 |